# Indicatif régional 228

Carte de l'État du Mississippi avec ses indicatifs régionaux.

L'indicatif régional 228 est l'indicatif téléphonique régional qui dessert la côte du golfe du Mexique au sud de l'État du Mississippi aux États-Unis.
Le indicatif régional 228 fait partie du Plan de numérotation nord-américain.

## Principales villes desservies par l'indicatif
- Bay St. Louis
- Biloxi
- Diamondhead
- Gautier
- Gulfport
- Long Beach
- Moss Point
- Ocean Springs
- Pascagoula
- Pass Christian
- Vancleave
- Waveland

## Historique des indicatifs régionaux de l'État du Mississippi
Jusqu'en 1997, l'indicatif 601 couvrait tout l'État du Mississippi.
En 1997, une première scission de l'indicatif 601 a créé l'indicatif 228. L'indicatif 601 a continué à desservir la majorité de son territoire original alors que l'indicatif 228 desservait la côte du golfe du Mexique.
En 1999, une seconde scission de l'indicatif 601 a créé l'indicatif 662. L'indicatif 601 a été réduit à la moitié sud de son territoire antérieur alors que l'indicatif 662 desservait la moitié nord de l'État du Mississippi.
En 2005, l'indicatif 769 a été créé par chevauchement de l'indicatif 601.